# 黄順元
黄 順元（ファン・スンウォン、ファン・スノン、1915年3月26日 - 2000年9月14日）は韓国の小説家、詩人。淡い同性愛とサディズム、マゾヒズムを抱く「落胆したロマンチスト」を描写する黄の作風は、詩人として出発した抒情的感性から来るのかもしれない。50年代以降、党派文学に対する批判が起こる韓国文壇で、感受性で美学を形象化してきた黄は純文学のひとつの頂きをなしている。

## 略歴
1915年3月26日、平安南道大同郡在京面氷庄里175番地に生まれる。父は黄賛永。母は張賛朋。三人兄弟の長男。1919年、黄が4歳のとき、三・一運動に父が関わり、日帝当局に逮捕される。それは後に『父』を書く土台になった事件である。1930年代、15歳頃から新聞に詩や童話を投稿し始め、その実力は、すぐに文壇に認められた。1932年5月、文芸雑誌『東光』は文芸特集号に金海剛、毛允淑、李応洙らと共に詩壇の新人として紹介し、それ以後、『東光』をはじめ、諸雑誌に詩を発表していく。1934年、崇実中学校を卒業すると、渡日、早稲田第二高等学院を経て早稲田大学文学部英文科に入学した。留学時代も、金海浪、金東国らと共に劇芸術研究団体である「学生芸術座」を創立するなど、文学活動を活発に行い、詩集『放歌』（1934年）『骨董品』（1936年）を刊行したりもしている。1934年には『三四文学』の同人になり、詩と小説を発表していった。
黄の文学修行時代は朝鮮文人の暗黒期であった。1930年代から日帝の言論封鎖により、朝鮮文学は簡素化、単純化し、現実批判と民族意識の強調に力点を置くことは叶わなかった。40年代から小説家に転向した黄は、こうした時代の流れを受け入れざるを得ず、詩人として修練した叙情的感性を小説に取り入れて純粋抒情の世界を作り出すことになる。現実と歴史を否定しながらも正面から向き合えない受動的人物を描くことで、日帝の支配に抵抗できない朝鮮人の内面をえぐり出した。淡い同性愛とサディズム、マゾヒズム的気質を持っているかと思えば、受動的であり消極的ではあるが、潔白性においては誰にも劣らぬ積極性を見せる「落胆したロマンチスト」の人間像がそこにある。
解放後、越南し、ソウルに住む。黄の作風も現実を直視するようになった。三・一運動を取り上げた『父』や、文世光事件の混乱を象徴的に描いた『星と共に生きる』は現実と歴史の正視作業と言える。1957年に慶熙大学校の教授に就任した後も、文学活動を続け、アジア自由文学賞、芸術院賞、三･一文化賞、韓国国民勲章柊柏章などを受賞、韓国の文学発展に大きく寄与した。2000年9月14日午前8時、ソウル市銅雀区舎堂洞の自宅にて、逝去する。

## 年譜
- 1915年3月26日、平安南道大同郡在京面氷庄里に生まれる。
- 1919年、三・一運動に関わった父、黄賛永が日帝当局に逮捕され、1年半の禁固刑に処される。
- 1921年、平壌に移住する。
- 1923年、平壌の崇徳小学校に入学する。
- 1929年、崇徳小学校を卒業、定州の五山学校に入学する。
- 1929年9月、健康を害し、崇実中学校に転学する。
- 1930年、新聞に詩や童話を投稿し始める。
- 1932年5月、『東光』に金海剛、毛允淑、李応洙らと共に詩壇の新人として紹介される。
- 1934年3月、崇実中学校を卒業する。
- 1934年、渡日、東京の早稲田第二高等学院に入学する。
- 1934年、東京で金海浪、金東国らと共に「学生芸術座」を創立する。
- 1935年、楊正吉と結婚する。
- 1936年、早稲田大学文学部英文科に入学する。
- 1936年、同人誌『創作』を発行する。
- 1938年4月9日、長男、東奎が生まれる。
- 1939年、早稲田大学を卒業する。
- 1940年7月17日、次男、南奎が生まれる。
- 1943年9月、郷里の氷庄里に疎開する。
- 1943年、長女、鮮恵が生まれる。
- 1946年1月21日、三男、軫奎が生まれる。
- 1946年5月、越南し、9月にソウル中学校の教師に就任する。
- 1950年6月25日、朝鮮戦争のため、広州、そして釜山に避難する。
- 1955年3月、『カインの後裔（카인의後裔）』でアジア自由文学賞を受賞する。
- 1955年、『現代文学』推薦作品審査委員になる。
- 1956年、『文学芸術』推薦作品審査委員になる。
- 1957年、芸術院会員になる。慶熙大学校文理大学教授に就任する。
- 1960年、韓国文人協会、小説分科委員長になる。
- 1961年7月、『木々、傾斜に立つ（나무들 비탈에 서다）』で芸術院賞を受賞する。
- 1964年、ソウル市文化委員になる。
- 1966年、長篇『日月』で三･一文化賞を受賞する。
- 1966年、三･一文化賞審査委員になる。
- 1968年、日本を旅行する。
- 1968年、ハングル専用審議委員になる。
- 1970年、韓国国民勲章柊柏賞を受賞する。
- 1982年、慶熙大学校名誉教授になる。
- 1983年12月、大韓民国文学賞を受賞する。
- 1987年、第1回仁村賞を受賞する。
- 2000年9月14日午前8時、ソウル特別市銅雀区舎堂洞の自宅にて、逝去。

## 代表作品一覧
短篇
- 1940年、눞（『黄順元短篇集』に改題）
- 1941年、별　（『人文評論』）
- 1942年、그늘　（『春秋』）
- 1942年、기러기　（1950年に『文芸』に発表）
- 1942年、병든 나비
- 1942年、애
- 1942年、黄老人
- 1942年、머리
- 1943年、세레나드
- 1943年、소새　（1949年に『文芸』に発表）
- 1943年、맹산할머니　（1949年に『文芸』に発表）
- 1943年、물 한모금
- 1945年、술（1947年2月に「술 이야기」として『新天地』に発表）
- 1949年、몰잇군（「검부러기」として『新天地』に発表）
- 1949年、무서운 웃음（「솔개와 고양이와 매와」として『新天地』5,6合併号に発表）
- 1950年、이리도　（『白民』）
- 1950年、독짓는 늙은이　（『文芸』）
- 1951年、어둠속에 찍힌 版畵　（『新天地』）
- 1952年、曲藝師　（『文芸』）（日本語訳「曲芸師」三枝壽勝1988）
- 1952年、목숨　（『週刊文学芸術』）
- 1952年、少女（ソナギ、夕立）（1979年に映画化、2002年に日韓共同のテレビドラマ化され、韓国の中学校1年の国語の教科書に掲載された）
- 1953年、과부　（『文芸』）
- 1953年、여인들（「人間島揷畵」として発表）
- 1953年、盲啞院에서　（「胎動」として『文化世界』に発表）
- 1953年、산골 아이
- 1954年、왕모레　（「윤삼이」として『新天地』に発表）
- 1954年、사나이　（『文学芸術』）
- 1955年、부끄러움（「무서움」として『現代文学』に発表）
- 1955年、필묵장수　（『現代文学』）
- 1956年、잃어버린 사람들　（『現代文学』）
- 1956年、불가사리　（『文学芸術』）
- 1956年、산　（『現代文学』）
- 1956年、비바리　（『文学芸術』）
- 1957年、내일　（『現代文学』）
- 1957年、소리　（『現代文学』）
- 1958年、다시내일　（『現代文学』）
- 1958年、링반데룽　（『現代文学』）
- 1958年、너와 나만의 시간　（『現代文学』）
- 1958年、한 벤치에서　（『自由公論』）
- 1959年、안개구름 끼다　（『思想界』）
- 1959年、뎃상　（『思想界』）
- 1961年、내 故鄕 사람들　（『現代文学』）
- 1961年、가랑비　（『自由文学』）
- 1961年、송아지　（『思想界』）
- 1963年、그래도 우리끼리는　（『思想界』）
- 1963年、비눈　（『現代文学』）
- 1964年、달과 발과　（『現代文学』）
- 1965年、소리 그림자　（『思想界』）
- 1965年、온기있는 破片　（『新東亜』）
- 1965年、어머니가 있는 六月의 對話　（『現代文学』）
- 1965年、아내의 눈길（「메마른 것들」として『思想界』に発表）
- 1965年、조그만 섬머을에서　（『芸術院報』第9集）
- 1966年、原色 오뚜기　（『現代文学』）
- 1966年、수컷 退化說　（『文学』）
- 1966年、自然　（『現代文学』）
- 1966年、우산을 접으며　（『文学』）
- 1966年、닥터 장의 경우　（『新東亜』）
- 1967年、피　（『現代文学』）
- 1967年、겨울 개나리　（『現代文学』）
- 1967年、차라리 내 목을　（『新東亜』）
- 1967年、너와 나만의 時間　（『韓国受賞文学全集』）
- 1967年、비늘　（『韓国受賞文学全集』）
- 1967年、목넘이 마을의 개　（『韓国短篇文学十二名作集』）
- 1968年、幕을 내렸는데　（『現代文学』）
- 1976年、주검의 장소　　（日本語訳「死に場所」姜尚求　1992）

中・長篇
- 1950年、별과 같이 살다
- 1953年、카인의 後裔　（『文芸』）
- 1955年、人間接木
- 1960年、나무들 비탈에 서다　（刊行）
- 1964年、日月　（完成）
- 1968年、움직이는 城　（『現代文学』に連載）

詩歌
- 1931年、남의꿈　（『東光』）
- 1933年、1933년의 수레바퀴
- 1945年、그날
- 1945年、당신과 나
- 1945年、신음소리
- 1945年、골목
- 1945年、열매
- 1946年、저녁 저자에서　（『民声』87号）
- 1952年、鄕愁　（『韓国詩集』）
- 1952年、제주돗말　（『韓国詩集』）
- 1956年、나무　（『セビョク』）
- 1960年、세레나드　（『韓国詩集』）

コント
- 1950年、메리 크리스마스　（『嶺南日報』）
- 1958年、이삭주이（「꽁트三題」として『思想界』に発表）
- 1960年、손톱에 쓰다（「꽁트二題」として『芸術院報』5月号に発表）

## 日本語で読める作品
- 長璋吉訳「曲芸師」『現代朝鮮文学選 2』創土社、1974年
- 三枝利勝訳「曲芸師」『韓国短篇小説選』岩波書店、1988年
- 姜尚求訳「死に場所」『韓国の現代文学 5』柏書房、1992年
- 芹川哲世訳『動く城』日本キリスト教団出版局出版サービス、2010年